# Droga wojewódzka nr 190
Droga wojewódzka nr 190 (DW190) – droga wojewódzka łącząca  DW188 w Krajence z Gnieznem o długości 104 km.

## Miejscowości leżące przy trasie DW190
- Krajenka
- Wysoka
- Białośliwie
- Szamocin
- Margonin
- Wągrowiec
- Mieścisko
- Kłecko
- Gniezno